# Heinz Bischoff

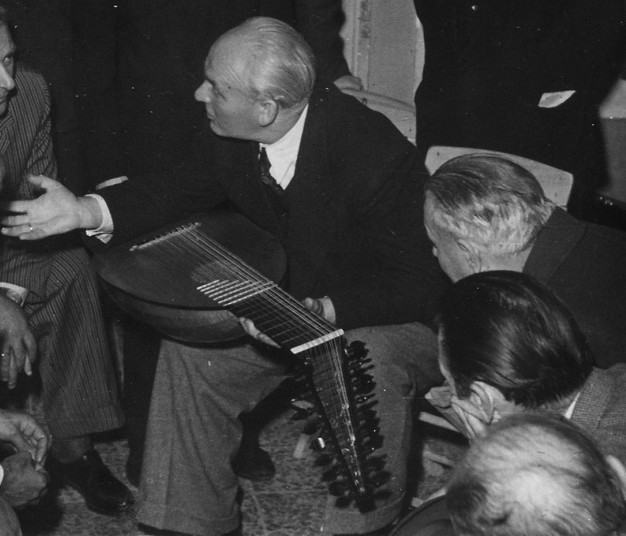
Heinz Bischoff mit Renaissancelaute 1955 in Modena

Wilhelm Karl Heinrich „Heinz“ Bischoff (* 10. Januar 1898 in Kempten; † 17. März 1963 in Salzburg) war ein deutscher Gitarrist, Lautenist, Komponist, Herausgeber und Pädagoge.

## Leben
Heinrich „Heinz“ Bischoff absolvierte das Realgymnasium (heute Peutinger-Gymnasium) in Augsburg, wo Bertolt Brecht sein Schulkamerad war. Er studierte Violine bei Konzertmeister Karl Nast in Augsburg und bei Emil Preissig an der Musikschule Augsburg. Durch die Jugendbewegung (Wandervogel Augsburg) kam er zur Gitarre, die er autodidaktisch erlernte. Schon im Alter von 17 Jahren beschäftigte er sich ohne jegliche Anleitung mit der Übertragung alter Lautentabulaturen. Zurückgekehrt aus dem Ersten Weltkrieg (Einsatz in Frankreich und Belgien 1917–1918), studierte er Veterinärmedizin an der Universität München, wo er 1922 die Approbation zum Tierarzt erhielt und 1923 zum Dr. med. vet. promovierte. Ob er diesen Beruf ausübte, ist nicht bekannt.
Er war einer der ersten, der auf der 13-chörigen Barocklaute spielte, deren vergessene Spieltechnik er anhand von alten Gemälden und Spielanweisungen in Lautentabulaturbüchern erlernte und zu neuem Leben erweckte. 1921 hatte er seinen ersten öffentlichen Auftritt mit dieser doppelchörigen Laute in d-Moll-Stimmung. Er studierte bei Anton Beer-Walbrunn und Carl Orff an der Staatlichen Akademie der Tonkunst, Hochschule für Musik in München und war Mitbegründer der Zeitschrift der Jugendmusikbewegung Die Laute. Bischoff hat im August 1924 als erster die doppelchörige Laute mit Originalkompositionen bei Radio München erklingen lassen; auch die Bach'schen Lautenwerke hat er als erster in der Öffentlichkeit gespielt.
Heinz Bischoff galt als Kenner der Geschichte von Laute und Gitarre. Er gab zahlreiche Konzerte in Deutschland und Österreich, 1953 und 1955 gab er jeweils ein Lautenkonzert auf dem Gitarristenkongress in Modena (Convegno Chitarristico Internazionale di Modena). Auf dem 20. Gitarristenkongress in Berlin 1959 hielt er einen Vortrag und spielte ein Konzert zusammen mit Nives Poli (Lautenduo). Als Pädagoge arbeitete er ab 1926 an der Volkshochschule München, ab 1927 am Trapp’schen Konservatorium der Musik München, ab 1937 an der dortigen Musikakademie. Er wohnte in Leutstetten am Starnberger See. 1939–1963 war Bischoff als Dozent Leiter einer Lauten- und Gitarrenklasse am Mozarteum Salzburg. Einer seiner bekanntesten Lautenschüler war Rolf Rapp (um 1910–1971).
Neben Liedern, Chören, Kammermusikwerken und Solowerken für Streich- und Blasinstrumente komponierte er Werke für Laute sowie zwei Sonaten und rund 30 virtuose Stücke für Gitarre solo, zwei Stücke für Gitarrentrio und fünf Kammermusikwerke mit Gitarre.
Als Krönung seiner künstlerischen Laufbahn unternahm er 1962 Konzerttourneen durch die Türkei und durch Japan, die ihm die ehrenvolle Berufung an die Akademie der Künste Tokio einbrachte (konnte er nicht mehr antreten).

## Kompositionen (Auswahl)

### Gitarre solo (Auswahl)
- Suite F-Dur. In: Bruno Henze: Das Gitarrespiel, Heft 4, Mitteldeutscher Verlag, FH 4004, Halle 1952, S. 38; ISMN 979-0-20344004-8 (Suche im DNB-Portal).
- Partita im alten Stil. Verlag Gitarrefreund Berlin-München-Wien.
- Barcarole, Menuet. Verlag Gitarrefreund Berlin-München-Wien.
- Ballata A Claudia Tempestini, Bèrben Edizioni Musicali, BE 1834, Ancona 1975.
- Piccola Fuga, Bèrben Edizioni Musicali, BE 1418, Ancona 1970.
- Scherzo III. Premio del nostro Concorso 1935. Musikbeilage in der Fachzeitschrift La Chitarra, 1936.
- Andante amabile. Dedicato al Maestro Luigi Mozzani. Musikbeilage in der Fachzeitschrift La Chitarra, 1935.
- Allegro moderato. Dedicato a Benvenuto Terzi. Musikbeilage in der Fachzeitschrift La Chitarra.
- Sonate A-Dur, Manuskript
- Sonate E-Dur, Manuskript
- Präludium und Fugato f-Moll, Manuskript
- Variationen über ein Thema von F. Sor (C-Dur). Gewidmet Miguel Llobet, Manuskript.
- Variationen über „Ihr Kinderlein kommet“ (D-Dur), Manuskript
- Corale senza parole á memoria della comtessa Guidelli 16. April 1956, Manuskript.

### Kammermusik mit Gitarre oder Laute (Auswahl)
- Sonate in A-Dur für Geige oder Gambe und Gitarre oder Laute, Manuskript.
- Sonate in C-Dur für c''-Blockflöte und Gitarre, Manuskript.
- Sonate in d-Moll für c''-Blockflöte und Gitarre, Manuskript.

### Laute solo (Auswahl)
- 3 Partiten. Verlag Gitarrefreund Berlin-München-Wien.
- Choralpartita über den Choral "Wer nur den lieben Gott lässt walten". Julius Zwißlers Verlag, Wolfenbüttel 1925.

## Bearbeitungen für Laute oder Gitarre (Auswahl)
- Johann Sebastian Bach: Acht Choräle für eine Singstimme mit beziffertem Bass, für Laute ausgesetzt. Bärenreiter-Verlag, Nr. 54, Augsburg 1926.
- Johann Sebastian Bach [recte: Francesco Antonio Bonporti]: Invention B-Dur für Geige und Laute. Bärenreiter-Verlag, Nr. 79, Augsburg 1926.
- Johann Sebastian Bach [recte: Francesco Antonio Bonporti]: Invention c-Moll für Geige und Laute. Bärenreiter-Verlag, Nr. 80, Augsburg 1926.
- Pietro Locatelli: Thema mit Variationen für Geige und Laute. Bärenreiter-Verlag, Nr. 71, Augsburg 1926.[17]
- Alte Stücke und Weisen für die doppelchörige Laute. Verlag Gitarrefreund, Berlin / München / Wien.
- mit Heinz Zirnbauer: Lieder und Tänze auf die Lauten (um 1540) aus der Tabulaturhandschrift 1512 der Münchner Staatsbibliothek. B. Schott’s Söhne, Mainz 1938 (= Edition Schott, Band 3694); ISMN 979-0-00104416-5 (Suche im DNB-Portal).